# Ptilinop de barbeta negra
El ptilinop de barbeta negra (Ramphiculus epius) és una espècie d'ocell de la família dels colúmbids (Columbidae) que habita boscos i densa vegetació de l'illa de Sulawesi.